# Kis-Balaton
Kis-Balaton este o arie protejată (arie specială de conservare — SAC, sit de importanță comunitară — SCI, arie de protecție specială avifaunistică — SPA) din Ungaria întinsă pe o suprafață de 13.344,2 ha, integral pe uscat.

## Localizare
Centrul sitului Kis-Balaton este situat la coordonatele 46°37′52″N 17°11′54″E / 46.6311°N 17.1983°E.

## Înființare
Situl Kis-Balaton a fost declarat sit de importanță comunitară în mai 2004 pentru a proteja 1 specie de plante și 122 de specii de animale. Alte tipuri de protecție:
- arie de protecție specială avifaunistică (în mai 2004)[2]
- arie specială de conservare (în februarie 2010)[1][3][4]

## Biodiversitate
Situată în ecoregiunea panonică, aria protejată conține 7 habitate naturale: Stepe panonice nisipoase, Păduri aluvionare cu Alnus glutinosa și Fraxinus excelsior (Alno-Padion, Alnion incanae, Salicion albae), Pajiști cu Molinia pe soluri calcaroase, turboase sau argilos-nămoloase (Molinion caeruleae), Pajiști aluvionare inundabile, de Cnidion dubii, Mlaștini alcaline, Lacuri eutrofice naturale cu vegetație de tip Magnopotamion sau Hydrocharition, Păduri mixte riverane de Quercus robur, Ulmus laevis și Ulmus minor, Fraxinus excelsior sau Fraxinus angustifolia, de-a lungul marilor râuri (Ulmenion minoris).
La baza desemnării sitului se află mai multe specii protejate:
- plante (1): Cirsium brachycephalum
- păsări (94): stârc galben (Ardeola ralloides), stârc galben (Ardeola ralloides), rață roșie (Aythya nyroca), rață roșie (Aythya nyroca), gâsca cu piept roșu (Branta ruficollis), Bucephala clangula, chirighiță-cu-obraz-alb (Chlidonias hybridus), chirighiță-cu-obraz-alb (Chlidonias hybridus), chirighiță neagră (Chlidonias niger), chirighiță neagră (Chlidonias niger), barză neagră (Ciconia nigra), barză neagră (Ciconia nigra), erete de stuf (Circus aeruginosus), erete de stuf (Circus aeruginosus), erete cenușiu (Circus pygargus), erete cenușiu (Circus pygargus), cristeiul de câmp (Crex crex), cristeiul de câmp (Crex crex), ciocănitoare de grădină (Dendrocopos syriacus), ciocănitoare neagră (Dryocopus martius), egretă albă (Egretta alba), egretă albă (Egretta alba), egretă mică (Egretta garzetta), egretă mică (Egretta garzetta), vânturel de seară (Falco vespertinus), becațină comună (Gallinago gallinago), becațină comună (Gallinago gallinago), codalb (Haliaeetus albicilla), codalb (Haliaeetus albicilla), codalb (Haliaeetus albicilla), piciorong (Himantopus himantopus), pescăruș-cu-cap-negru (Larus melanocephalus), pescăruș-cu-cap-negru (Larus melanocephalus), sitar de mâl (Limosa limosa), gușă albastră (Luscinia svecica), gușă albastră (Luscinia svecica), ferestraș mic (Mergus albellus), ferestraș mic (Mergus albellus), stârc de noapte (Nycticorax nycticorax), stârc de noapte (Nycticorax nycticorax), ciuf-pitic (Otus scops), vultur pescar (Pandion haliaetus), pițigoi de stuf (Panurus biarmicus), cormoran mic (Phalacrocorax pygmeus), cormoran mic (Phalacrocorax pygmeus), ciocănitoare verzuie (Picus canus), lopătar (Platalea leucorodia), lopătar (Platalea leucorodia), corcodel-cu-gât-roșu (Podiceps grisegena), cresteț cenușiu (Porzana parva), cresteț cenușiu (Porzana parva), corcodel-cu-gât-negru (Podiceps nigricollis), cresteț pestriț (Porzana porzana), cresteț pestriț (Porzana porzana), cristei de baltă (Rallus aquaticus), ciocântors (Recurvirostra avosetta), pițigoi-pungar (Remiz pendulinus), lăstun de mal (Riparia riparia), lăstun de mal (Riparia riparia), chiră de baltă (Sterna hirundo), chiră de baltă (Sterna hirundo), silvie porumbacă (Sylvia nisoria), corcodel mic (Tachybaptus ruficollis), fluierarul cu picioare roșii (Tringa totanus), sfrâncioc roșiatic (Lanius collurio), viespar (Pernis apivorus), rață-cu-cap-castaniu (Aythya ferina), rață-cu-cap-castaniu (Aythya ferina), rața moțată (Aythya fuligula), buhai de baltă (Botaurus stellaris), buhai de baltă (Botaurus stellaris), șoim călător (Falco peregrinus), stârc pitic (Ixobrychus minutus), stârc pitic (Ixobrychus minutus), țigănuș (Plegadis falcinellus), privighetoare-de-baltă (Acrocephalus melanopogon), privighetoare-de-baltă (Acrocephalus melanopogon), fluierar de munte (Actitis hypoleucos), pescăruș albastru (Alcedo atthis), pescăruș albastru (Alcedo atthis), rață lingurar (Anas clypeata), rață cârâitoare (Anas querquedula), gâscă de semănătură (Anser fabalis), acvilă de câmp (Aquila heliaca), rață pitică (Anas crecca), rață mare (Anas platyrhynchos), rață pestriță (Anas strepera), rață pestriță (Anas strepera), gârliță mare (Anser albifrons), gâscă cenușie (Anser anser), gâscă cenușie (Anser anser), gârliță mică (Anser erythropus), stârc roșu (Ardea purpurea), stârc roșu (Ardea purpurea)
- amfibieni (2): buhai de baltă cu burta roșie (Bombina bombina), triton cu creastă dobrogean (Triturus dobrogicus)
- mamifere (7): castor (Castor fiber), vidră de râu (Lutra lutra), liliac comun (Myotis myotis), popândău (Spermophilus citellus), Microtus oeconomus mehelyi, liliac de iaz (Myotis dasycneme), liliac cu urechi mari (Myotis bechsteinii)
- nevertebrate (13): fluturele flitirar (Euphydryas maturna), Vertigo moulinsiana, gândacul de apă (Rhysodes sulcatus), Coenagrion ornatum, Vertigo angustior, Anisus vorticulus, fluturele de noapte (Eriogaster catax), Cucujus cinnaberinus, Arytrura musculus, Euplagia quadripunctaria, rădașcă (Lucanus cervus), libelule (Leucorrhinia pectoralis), fluturele purpuriu (Lycaena dispar)
- pești (5): boarță (Rhodeus sericeus amarus), țigănuș (Umbra krameri), țipar (Misgurnus fossilis), zvârluga (Cobitis taenia), avat (Aspius aspius)
- reptile (1): țestoasa de baltă (Emys orbicularis)

Pe lângă speciile protejate, pe teritoriul sitului au mai fost identificate 10 specii de plante, 15 specii de amfibieni, 29 de specii de mamifere, 3 specii de nevertebrate, 2 specii de pești, 14 specii de reptile.